# Manuel Leonís de Castro
Manuel Leonís de Castro, o Novo (Índia Portuguesa, Damão, Baçaim, c. 1680 - ?) foi um administrador colonial português.

## Biografia
D. Manuel Leonis de Castro era filho de D. Luís de Castro e de sua mulher, e 6.º neto com várias bastardias de D. Álvaro de Castro, 1.º Conde de Monsanto. Tinha ascendência Goesa.
Exerceu o cargo de Governador no antigo território português subordinado à Índia Portuguesa de Timor-Leste entre 1741 e 1745, tendo sido antecedido por António Moniz de Macedo e sucedido por Francisco Xavier Doutel.
Casou com Ana Maria de Melo Pereira, com geração feminina.